# Kentish Council

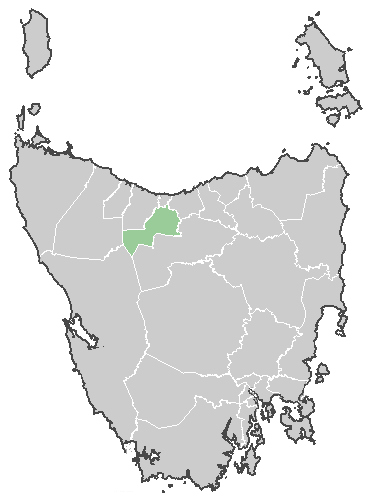
Kentish Council na mapie Tasmanii

Kentish Council – obszar samorządu lokalnego (ang. local government area) położony w północnej części stanu Tasmania (Australia). Siedziba rady samorządu zlokalizowana jest w mieście Sheffield, pozostałe ważniejsze miasta to: Railton i Wilmot.
Nazwa samorządu pochodzi od inspektora Nathaniela Kentish'a, który w roku 1842 zbadał ten obszar oraz poszukiwał drogi od Deloraine do północno-zachodniego wybrzeża Tasmanii. 
Według danych z 2009 roku, obszar ten zamieszkuje 6281 osób. Powierzchnia samorządu wynosi 1187 km².
W celu identyfikacji samorządu Australian Bureau of Statistics wprowadziło czterocyfrowy kod dla gminy Kentish – 3210.